# Finale wereldkampioenschap voetbal 1998
De finale van het wereldkampioenschap voetbal 1998 was de 16e editie van de voetbalwedstrijd die gespeeld werd in het kader van het FIFA Wereldkampioenschap. De wedstrijd vond plaats op 12 juli 1998 in het Stade de France in Saint-Denis. Gastland Frankrijk nam het op tegen Brazilië. De Fransen wonnen met 3-0.

## Route naar de finale
| Land      | Win | Gel | Ver | DV | DT | +/− | Pnt |
| --------- | --- | --- | --- | -- | -- | --- | --- |
| Brazilië  | 2   | 0   | 1   | 6  | 3  | 3   | 6   |
| Noorwegen | 1   | 2   | 0   | 5  | 4  | 1   | 5   |
| Marokko   | 1   | 1   | 1   | 5  | 5  | 0   | 4   |
| Schotland | 0   | 1   | 2   | 2  | 6  | −4  | 1   |

| Land          | Wed | Win | Gel | Ver | DV | DT | +/− | Pnt |
| ------------- | --- | --- | --- | --- | -- | -- | --- | --- |
| Frankrijk     | 3   | 3   | 0   | 0   | 9  | 1  | 8   | 9   |
| Denemarken    | 3   | 1   | 1   | 1   | 3  | 3  | 0   | 4   |
| Zuid-Afrika   | 3   | 0   | 2   | 1   | 3  | 6  | -3  | 2   |
| Saoedi-Arabië | 3   | 0   | 1   | 2   | 2  | 7  | -5  | 1   |

## Wedstrijdverslag

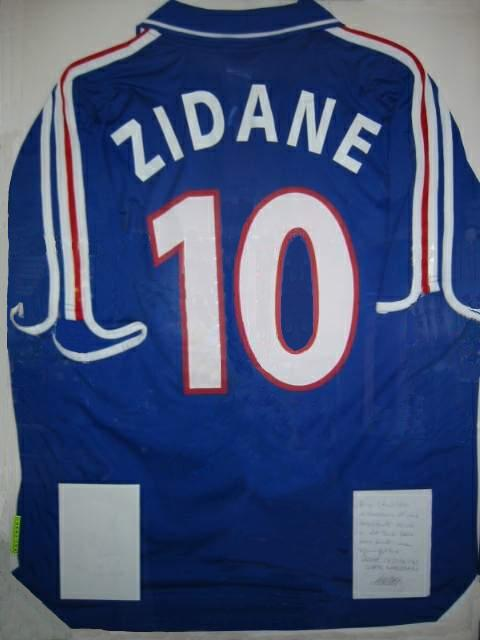
Het shirt van uitblinker Zinédine Zidane.

Het was de eerste keer dat Frankrijk de finale van een WK haalde. Voor de Brazilianen was het al de zesde keer. De Goddelijke Kanaries, die met Ronaldo over een van de beste voetballers van de jaren 90 beschikten, werden op voorhand als favoriet beschouwd, hoewel de Fransen met Zinédine Zidane eveneens een wereldtopper in hun rangen hadden. Toen Ronaldo op de avond van de wedstrijd een epileptische aanval kreeg en bijna zijn tong inslikte, werd hij door bondscoach Mário Zagallo uit de basiself gehaald. Pas 72 minuten voor de aftrap raakte bekend dat Ronaldo ondanks het voorval toch zou starten. Bij Frankrijk ontbrak de ervaren verdediger Laurent Blanc, hij was geschorst na zijn rode kaart in de halve finale tegen Kroatië.
Ondanks de aanwezigheid van Ronaldo was het Frankrijk dat de finale meteen naar zich toe trok. Na nog geen half uur bracht Zidane zijn land op voorsprong. Hij kopte aan de eerste paal een hoekschop binnen. Wat later kreeg Ronaldo een kans om gelijk te maken. De aanvaller werd diep gestuurd, maar botste op de uitgekomen doelman Fabien Barthez. De Braziliaan bleef even liggen, maar kon toch verder spelen.
Net voor de rust kreeg Brazilië een nieuwe opdoffer te verwerken. Als in een kopie van het eerste doelpunt dook Zidane op aan de eerste paal waar hij opnieuw een hoekschop in doel verlengde: 2-0. In de tweede helft kreeg Marcel Desailly een tweede keer geel, waardoor Les Bleus nog zo'n 20 minuten met een man minder verder moesten. Brazilië kon niet profiteren van de man-meer-situatie en slikte in het slot zelfs nog een derde treffer. Patrick Vieira stuurde zijn Arsenal-ploegmaat Emmanuel Petit diep en zag hoe de middenvelder met de blonde paardenstaart beheerst afwerkte: 3-0. Zinédine Zidane werd na afloop verkozen tot "Man van de Wedstrijd". De middenvelder van Juventus werd in 1998 ook voor het eerst uitgeroepen tot wereldvoetballer van het jaar.

## Wedstrijddetails
|                                            |          |                               |           |                                                                                          |
| 12 juli 1998 21:00 MEZT «onderlinge duels» | Brazilië | 0 – 3                         | Frankrijk | Stade de France, Saint-Denis Toeschouwers: 75.000 Scheidsrechter: Said Belqola (Marokko) |
| 12 juli 1998 21:00 MEZT «onderlinge duels» |          | 27', 45+1' Zidane 90+3' Petit |           | Stade de France, Saint-Denis Toeschouwers: 75.000 Scheidsrechter: Said Belqola (Marokko) |

| Brazilië | Frankrijk |

| Brazilië:      |    |                  |     |
|                |    |                  |     |
| GK             | 1  | Claudio Taffarel |     |
| RB             | 2  | Cafú             |     |
| CB             | 3  | Aldair           |     |
| CB             | 4  | Junior Baiano    | 33' |
| LB             | 6  | Roberto Carlos   |     |
| RW             | 10 | Rivaldo          |     |
| CM             | 5  | César Sampaio    | 73' |
| CM             | 8  | Dunga            |     |
| LW             | 18 | Leonardo         | 46' |
| CF             | 20 | Bebeto           |     |
| CF             | 9  | Ronaldo          |     |
| Wisselspelers: |    |                  |     |
| MF             | 19 | Denílson         | 46' |
| FW             | 21 | Edmundo          | 73' |
| Coach:         |    |                  |     |
| Mário Zagallo  |    |                  |     |

| Frankrijk:     |    |                    |         |
|                |    |                    |         |
| GK             | 16 | Fabien Barthez     |         |
| RB             | 15 | Lilian Thuram      |         |
| CB             | 18 | Frank Lebœuf       |         |
| CB             | 8  | Marcel Desailly    | 48' 68' |
| LB             | 3  | Bixente Lizarazu   |         |
| RM             | 19 | Christian Karembeu | 56' 57' |
| DM             | 7  | Didier Deschamps   | 39'     |
| LM             | 17 | Emmanuel Petit     |         |
| AM             | 10 | Zinédine Zidane    |         |
| AM             | 6  | Youri Djorkaeff    | 74'     |
| CF             | 9  | Stéphane Guivarc'h | 66'     |
| Wisselspelers: |    |                    |         |
| MF             | 14 | Alain Boghossian   | 57'     |
| FW             | 21 | Christophe Dugarry | 66'     |
| MF             | 4  | Patrick Vieira     | 74'     |
| Coach:         |    |                    |         |
| Aimé Jacquet   |    |                    |         |

A-internationals · Selecties · CBF · Braziliaans vrouwenelftal · Olympisch elftal · Bondscoaches
1910 – 1919 · 
1920 – 1929 · 
1930 – 1939 · 
1940 – 1949 · 
1950 – 1959 · 
1960 – 1969 · 
1970 – 1979 · 
1980 – 1989 · 
1990 – 1999 · 
2000 – 2009 · 
2010 – 2019 · 
2020 – 2029
WK 1930 · 
WK 1934 · 
WK 1938 · 
WK 1950 · 
WK 1954 · 
WK 1958 · 
WK 1962 · 
WK 1966 · 
WK 1970 · 
WK 1974 · 
WK 1978 · 
WK 1982 · 
WK 1986 · 
WK 1990 · 
WK 1994 · 
WK 1998 · 
WK 2002 · 
WK 2006 · 
WK 2010 · 
WK 2014 · 
WK 2018 · 
WK 2022
OS 1952 · 
OS 1960 · 
OS 1964 · 
OS 1968 · 
OS 1972 · 
OS 1976 · 
OS 1984 · 
OS 1988 · 
OS 1996 · 
OS 2000 · 
OS 2008 · 
OS 2012 · 
OS 2016 · 
OS 2020
1914 · 
1915 · 
1916 · 
1917 · 
1918 · 
1919 · 
1920 · 
1921 · 
1922 · 
1923 · 
1924 · 
1925 · 
1926 · 
1927 · 
1928 · 
1929 · 
1930 · 
1931 · 
1932 · 
1933 · 
1934 · 
1935 · 
1936 · 
1937 · 
1938 · 
1939 · 
1940 · 
1941 · 
1942 · 
1943 · 
1944 · 
1945 · 
1946 · 
1947 · 
1948 · 
1949 · 
1950 · 
1951 · 
1952 · 
1953 · 
1954 · 
1955 · 
1956 · 
1957 · 
1958 · 
1959 · 
1960 · 
1961 · 
1962 · 
1963 · 
1964 · 
1965 · 
1966 · 
1967 · 
1968 · 
1969 · 
1970 · 
1971 · 
1972 · 
1973 · 
1974 · 
1975 · 
1976 · 
1977 · 
1978 · 
1979 · 
1980 · 
1981 · 
1982 · 
1983 · 
1984 · 
1985 · 
1986 · 
1987 · 
1988 · 
1989 · 
1990 · 
1991 · 
1992 · 
1993 · 
1994 · 
1995 · 
1996 · 
1997 · 
1998 · 
1999 · 
2000 · 
2001 · 
2002 · 
2003 · 
2004 · 
2005 · 
2006 · 
2007 · 
2008 · 
2009 · 
2010 · 
2011 · 
2012 · 
2013 · 
2014 · 
2015 · 
2016 · 
2017 · 
2018 ·
2019 ·
2020 ·
2021
Algerije ·
Andorra ·
Argentinië ·
Australië ·
België ·
Bolivia ·
Bosnië en Herzegovina ·
Bulgarije ·
Canada ·
Chili ·
China ·
Colombia ·
Congo-Kinshasa ·
Costa Rica ·
Denemarken ·
DDR ·
Duitsland ·
Ecuador ·
Egypte ·
El Salvador ·
Engeland ·
Estland ·
Finland ·
Frankrijk ·
Gabon ·
Ghana ·
Griekenland ·
Guatemala ·
Guinee ·
Haïti ·
Honduras ·
Hongarije ·
Hongkong ·
Ierland ·
IJsland ·
Irak ·
Iran ·
Israël ·
Italië ·
Ivoorkust ·
Jamaica ·
Japan ·
Joegoslavië ·
Kameroen ·
Kroatië ·
Letland ·
Litouwen ·
Luxemburg ·
Maleisië ·
Marokko ·
Mexico ·
Nederland ·
Nieuw-Zeeland ·
Nigeria ·
Noord-Ierland ·
Noord-Korea ·
Noorwegen ·
Oekraïne ·
Oman ·
Oostenrijk ·
Panama ·
Paraguay ·
Peru ·
Polen ·
Portugal ·
Qatar .
Roemenië ·
Rusland ·
Saoedi-Arabië ·
Senegal ·
Servië ·
Schotland ·
Slowakije ·
Sovjet-Unie ·
Spanje ·
Tanzania ·
Thailand ·
Tsjechië ·
Tsjecho-Slowakije ·
Tunesië ·
Turkije ·
Uruguay ·
Venezuela ·
Verenigde Arabische Emiraten ·
Verenigde Staten ·
Wales ·
Zambia ·
Zimbabwe ·
Zuid-Afrika ·
Zuid-Korea ·
Zweden ·
Zwitserland
Argentinië (1982) ·
Argentinië (2005) ·
Australië (1997) ·
Australië (2006) ·
België (2018) ·
Chili (2014) ·
China (2002) ·
Colombia (2014) ·
Costa Rica (2018) ·
Duitsland (2002) ·
Duitsland (2014) ·
Frankrijk (1998) ·
Frankrijk (2006) ·
Ghana (2006) ·
Hongarije (1954) ·
Italië (1970) ·
Italië (1982) ·
Italië (1994) ·
Japan (2006) ·
Kameroen (2014) ·
Kameroen (2022) ·
Kroatië (2006) ·
Kroatië (2014) ·
Kroatië (2022) ·
Mexico (1999) ·
Mexico (2014) ·
Mexico (2018) ·
Nederland (2014) ·
Portugal (2010) ·
Servië (2018) ·
Spanje (2013) ·
Tsjecho-Slowakije (1962, 2) ·
Turkije (2002, 1) ·
Uruguay (1950) ·
Verenigde Staten (2009, 2) ·
Zweden (1958) ·
Zwitserland (2018)
FFF · A-internationals · Selecties · Bondscoaches · Frans vrouwenelftal · Olympisch elftal · Frankrijk U21 · Frankrijk U20 · Frankrijk U19 · Frankrijk U18 · Frankrijk U17 · Frankrijk U16 · Vrouwen U17
1904 – 1919 ·
1920 – 1929 ·
1930 – 1939 ·
1940 – 1949 ·
1950 – 1959 ·
1960 – 1969 ·
1970 – 1979 ·
1980 – 1989 ·
1990 – 1999 ·
2000 – 2009 ·
2010 – 2019 ·
2020 – 2029
EK's: 1984 · 
1992 · 
1996 · 
2000 · 
2004 · 
2008 · 
2012 · 
2016 · 
2020 · 
2024
WK's: 1930 · 
1934 · 
1938 · 
1954 · 
1958 · 
1966 · 
1978 · 
1982 · 
1986 · 
1998 · 
2002 · 
2006 · 
2010 · 
2014 · 
2018 · 
2022
OS: 1900 · 
1908 · 
1920 · 
1924 · 
1948 · 
1952 · 
1960 · 
1968 · 
1976 · 
1984 · 
1996 · 
2020
1904 · 
1905 · 
1906 · 
1907 · 
1908 · 
1909 · 
1910 · 
1911 · 
1912 · 
1913 · 
1914 · 
1915 · 1916 · 1917 · 1918 · 
1919 · 
1920 · 
1921 · 
1922 · 
1923 · 
1924 · 
1925 · 
1926 · 
1927 · 
1928 · 
1929 · 
1930 · 
1931 · 
1932 · 
1933 · 
1934 · 
1935 · 
1936 · 
1937 · 
1938 · 
1939 · 
1940 · 1941  · 
1942 · 
1943 · 1944  · 
1945 · 
1946 · 
1947 · 
1948 · 
1949 · 
1950 · 
1951 · 
1952 · 
1953 · 
1954 · 
1955 · 
1956 · 
1957 · 
1958 · 
1959 ·
1960 · 
1961 · 
1962 · 
1963 · 
1964 · 
1965 · 
1966 · 
1967 · 
1968 · 
1969 ·
1970 · 
1971 · 
1972 · 
1973 · 
1974 · 
1975 · 
1976 · 
1977 · 
1978 · 
1979 ·
1980 · 
1981 · 
1982 · 
1983 · 
1984 · 
1985 · 
1986 · 
1987 · 
1988 · 
1989 · 
1990 · 
1991 · 
1992 · 
1993 · 
1994 · 
1995 · 
1996 · 
1997 · 
1998 · 
1999 · 
2000 · 
2001 · 
2002 · 
2003 · 
2004 · 
2005 · 
2006 · 
2007 · 
2008 · 
2009 · 
2010 · 
2011 · 
2012 · 
2013 · 
2014 · 
2015 · 
2016 · 
2017 · 
2018 ·
2019 ·
2020 ·
2021 ·
2022 ·
2023
Albanië ·
Algerije ·
Andorra ·
Argentinië ·
Armenië ·
Australië ·
Azerbeidzjan ·
België ·
Bolivia ·
Bosnië en Herzegovina ·
Brazilië ·
Bulgarije ·
Canada ·
Chili ·
China ·
Colombia ·
Costa Rica ·
Cyprus ·
Denemarken ·
Duitse Democratische Republiek ·
Duitsland ·
Ecuador ·
Egypte ·
Engeland ·
Estland ·
Faeröer ·
Finland ·
Georgië ·
Gibraltar ·
Griekenland ·
Honduras ·
Hongarije ·
Ierland ·
IJsland ·
Iran ·
Israël ·
Italië ·
Ivoorkust ·
Jamaica ·
Japan ·
Joegoslavië ·
Kameroen ·
Kazachstan ·
Koeweit ·
Kroatië ·
Letland ·
Litouwen ·
Luxemburg ·
Malta ·
Marokko ·
Mexico ·
Moldavië ·
Nederland ·
Nieuw-Zeeland ·
Nigeria ·
Noord-Ierland ·
Noorwegen ·
Oekraïne ·
Oostenrijk ·
Paraguay ·
Peru · 
Polen ·
Portugal ·
Roemenië ·
Rusland ·
Saoedi-Arabië ·
Schotland ·
Senegal ·
Servië ·
Slovenië ·
Slowakije ·
Sovjet-Unie ·
Spanje ·
Togo ·
Tsjechië ·
Tsjecho-Slowakije ·
Tunesië ·
Turkije ·
Uruguay ·
Verenigde Staten ·
Wales ·
Wit-Rusland ·
Zuid-Afrika ·
Zuid-Korea ·
Zweden ·
Zwitserland
Albanië (2016) ·
Argentinië (2018) ·
Argentinië (2022) ·
Australië (2018) · 
België (1904) · 
België (2018) · 
Brazilië (1998) · 
Brazilië (2006) · 
Denemarken (2002) · 
Denemarken (2018) ·
Duitsland (2014) · 
Duitsland (2021) · 
Ecuador (2014) · 
Engeland (1982) · 
Engeland (2012) · 
Engeland (2022) ·
Honduras (2014) · 
Hongarije (2021) · 
Italië (2000) · 
Italië (2006) · 
Italië (2008) · 
Japan (2001) · 
Kameroen (2003) · 
Koeweit (1982) · 
Kroatië (2018) · 
Marokko (2022) ·
Mexico (2010) · 
Nederland (2008) · 
Nigeria (2014) ·
Noord-Ierland (1982) · 
Oekraïne (2012) · 
Oostenrijk (1982) · 
Peru (2018) · 
Polen (1982) · 
Polen (2022) ·
Portugal (2006) · 
Portugal (2016) ·
Portugal (2021) ·
Roemenië (2008) ·
Roemenië (2016) ·
Senegal (2002) · 
Spanje (1984) ·
Spanje (2006) ·
Spanje (2012) ·
Spanje (2021) ·
Togo (2006) ·
Tsjecho-Slowakije (1982) ·
Uruguay (2002) ·
Uruguay (2010) ·
Uruguay (2018) ·
Zuid-Afrika (2010) ·
Zuid-Korea (2006) ·
Zweden (2012) ·
Zwitserland (2006) ·
Zwitserland (2014) ·
Zwitserland (2016) ·
Zwitserland (2021)